# Garden Krist (гурт)
Garden Krist — український електронний проєкт пост-індустріальної експериментальної музики.

## Історія
Гурт Garden Krist був заснований 10 жовтня 2015 року, в Києві, і замислювався як суто інтернет-проєкт.
В січні 2015 року музиканти починають співпрацю з українським режисером Олександром Столяровим у рамках документального фільму «Більше, ніж любов. Габриель Гарсіа Маркес і Мерседес Барча Пардо» для телеканалу "UA:Культура".
Гурт підбирає саундтреки, міксує музичні доріжки, а також записує фоновий саунд-дизайн фільму на фортепіано на студії режисера.

### Вихід першого альбому «Zona»
19 червня 2016 вийшов перший офіційний альбом групи, — «Zona»
Реліз повинен був вийти на сайті Esquire, але якраз у момент узгодження виходу матеріалу в дайджест, — журнал в Україні закривають. Вихід альбому, перенесений на сайт дочірнього інтернет-журналу «Buro 24/7», який вже активно виходив на медіаринок.
Після виходу альбому, 2 червня 2016 року гурт бере участь у великому українському фестивалі «Белые Ночи vol. 2», та грають на одній сцені з такими проєктами як Onuka, Cepasa та іншими відомими музикантами. Після виступу на фестивалі гурт активно гастролює по Україні і записує другий альбом.

### Вихід другого альбому «Unter Feuer Und Stahl»
8 вересня 2016 року виходить другий альбом команди під назвою «Unter Feuer Und Stahl» (друга версія назва альбому «Контуры Будущего»). Матеріал виконаний в жанрах Cold Wave та Post-Punk.
Гурт швидко набирає популярність в західній дарквейв-аудиторії, і стає цікавим європейським музичним ЗМІ.
Особливо яскраво українська аудиторія прийняла такі пісні з альбому як When you will die та однойменний трек Unter Feuer Und Stahl.
16 вересня 2016 року в рамках «ГОГОЛЬFEST 2016» на кіноконкурсі від ГО «СУК», разом з режисером Денисом Сполітаком гурт презентує короткометражний фільм «Dessert». Фільм виграє в номінації Золотий СУК — «Кращій відео-арт».
19 квітня 2017 року гурт запросили виступити в рамках тематичної програми «Alienation» на «20ft Radio». Програма присвячена українським cold wave та minimal wave колективам України. Музиканти виступили жанрі cold techno.
Після цього виступу на 20 ft Radio гурт виступає з представником українського електроклешу Olexiy Dyachkov, який тоді тільки з'явився на просторах українського інтернету.
20 жовтня 2017 року два аудіозаписа виступів групи в жанрах power electronics та rhythmic noise в музичному клубі Kontrapunkt увійшли в компіляцію українських нойзерів під назвою Giant Carpathian Bigfoot. Серед знакових представників жанру цієї збірки в компіляцію також увійшов проєкт ХАН (Schperrung) та інші. Випущений малим тиражем на фізичних носіях.

### Вихід спліт-альбому «Internet»
6 листопада 2017 року, Garden Krist, разом із проєктом The Son of a Seagull, музичного експериментатора Володимира Реймса — випускають спліт під назвою «Internet». «Якась психоделія! І це зветься музикою?» — прокоментував цей реліз Народний артист України Павло Зібров. Після виходу релізу гурт вирушає в гастролі Україною.
27 березня 2018 року на запрошення українського продюсера Дмитра Клімашенко, гурт бере участь у музичній програмі «IN JAZZ» на телеканалі «Прямий» і виступає в прямому ефірі з піснею «Without The Past». Вперше за історію українського телебачення в прямому ефірі пролунала пісня у неформальному для телебачення жанрі — шугейзинг. Ведучою програми була Кароліна Ашіон.

### Вихід третього альбому «Change of State»
2 квітня 2018 року реліз третього альбому «Change of State». Альбом виконаний в жанрах шугейз та дрім-поп. Також, в підтримку альбому був знятий кліп на пісню Burn The Distance. Знімання пройшли своїми силами, на VHS камеру за принципом d.i.y. Після виходу офіційного кліпу, гурт робить творчу паузу для запису нового матеріалу.
19 листопада 2019 року гурт випускає неофіційний збірник «Ukraine is on Fire». Реліз присвячений темі війни на сході України. Збірник налічує 7 не виданих раніше пісень і особливим чином відрізняється від інших альбомів освоєнням нових стилів виконання та гри. Матеріал виконаний у жанрах брейкбіт, ню-метал, та тріп-хоп.
4 лютого 2020 року гурт бере участь у збірці експериментальної музики проєкту V Poiskah DoDo [Архівовано 9 липня 2019 у Wayback Machine.]. В компіляції музикантів зі всього світу Garden Krist представили свої аудіо-треки під назвою «May i be excused?». Важливим фактом є те, що у збірці також взяли участь гурт «Vox Populi!» — важливі фігури в становленні французької та італійської індустріальної музики 80-х років.

### 2020 рік— сьогодення
Гурт працює над новим альбомом «Nation» (англ. Нація), який здебільшого буде виконаний у жанрах EBM та post-industrial.
11 січня 2020 Garden Krist були залучені до співорганізації благодійного концерту в підтримку відомого українського музиканта і композитора, Олександра Юрченка, — учасника дарк-нео-фолк групи «Yarn» [Архівовано 26 листопада 2016 у Wayback Machine.].
Олександр Юрченко також був автором пісень та музики таких гуртів та проєктів як «Цукор Біла Смерть», «Катя Chilly», «Blemish», «Suphina's Little Beasts», «Foma (Мандри)», та інших.
Організатором концерту виступив Володимир Рудницький, — організатор, менеджер і продюсер українських рок-гуртів 90-2000-х.
З 2020 р. гурт веде перемовини з культовою українською фолк групою «Вежа Хмар» щодо співпраці та можливості спільного виступу у прямому ефірі «20ft Radio».

## Інформація про учасників гурту
Регіна Литвинова — професійна альтистка, закінчила музичну школу ім. Лисенка. Учасниця музичних конкурсів, фестивалів, концертів філармонії, Оперного Театру, гастролює з оркестрами в Європі. Випускниця Київського Інституту музики імені Р. Глієра. Часто виступає з концертами оркестру Lords of the Sound в Європі.
Володимир Чумаков — барабани і перкусія. Приєднався до команди з 2016 року. Випускник Національного медичного університету імені О. О. Богомольця. Грі на барабанах вчився самотужки. Паралельно є учасником електронного проєкту Pechersk Mountain.
Кирило Ключ — походить з родини музикантів, але не пішов шляхом династичної музичної традиції. Випускник НТУУ КПІ за фахом соціолог, має незакінчену середню музичну освіту. Довгий час працює в сфері реклами. Є автором музики усіх пісень в Garden Krist.
Батько Кирила — Володимир Рудницький, був менеджером багатьох колективів української андерграундної сцени. Серед них: пост-панк гурт «Раббота Хо», рок-гурт «Воплі Відоплясова», експериментальний проєкт «Катя Chilly», та інші.
Також, Володимир був одним з організаторів київського фестивалю авангардної рок-музики «Косий Капонір», на якому виступали багато культових представників української рок-сцени, серед яких «Казма Казма», «Цукор Біла Смерть», «Pan Kifared», «Фоа-Хока», «Ivanov Down» та інші.

## Цікаві факти
З 2010–2017 Кирило Ключ підтримував зв'язок із сумською арт-панк-групою «Холодный Дом», і був їх великим прихильником. Це проявляється в назвах пісень майже усіх альбомів колективу.

## Відео
- Garden Krist — Среди огня и стали
- Garden Krist — Когда ты умрешь [Архівовано 7 квітня 2018 у Wayback Machine.]
- Garden Krist — Hold In My Soul
- Alienation w/ Garden Krist @ 20ft Radio
- Garden Krist — Good Morning
- Garden Krist — Bright Trace
- Garden Krist — Paranoia
- Garden Krist — Ненавидеть
- Garden Krist — White
- Garden Krist ~ Никого не осталось
- Garden Krist — From The Rain

### Інтерв'ю
- Новое имя: Дуэт Garden Krist на www.buro247.ua [Архівовано 17 грудня 2017 у Wayback Machine.]
- «Garden Krist»: ми не вважаємо, що знаходимося в андеграунді [Архівовано 26 травня 2017 у Wayback Machine.]
- И это еще не предел! Группа Garden Krist [Архівовано 22 вересня 2020 у Wayback Machine.]
- GARDEN KRIST на yep.today [Архівовано 10 вересня 2016 у Wayback Machine.]
- GARDEN KRIST — Киевский андеграунд — Interview 2020

### Музичні огляди
- «GARDEN KRIST» випустили новий сингл «From The Rain»
- «Garden Krist» написали музику для містичного відео [Архівовано 26 травня 2017 у Wayback Machine.]
- «Garden Krist» випустили новий сингл «Paranoia» [Архівовано 25 листопада 2016 у Wayback Machine.]
- Garden Krist випустили новий альбом «Change of State».
- Garden Krist — Change of State (2018)
- «Garden Krist» видали новий альбом «Контуры будущего». [Архівовано 22 листопада 2016 у Wayback Machine.]
- GARDEN KRIST — PARANOIA, 2016 [Архівовано 30 листопада 2020 у Wayback Machine.]
- WL//WH Track Of The Day: Garden Krist «Bright Trace»